# Emma Forchel
Emma Forchel (* 27. April 2000 in Karlsruhe) ist eine deutsche Schauspielerin.

## Leben
Emma Forchel wuchs in Karlsruhe auf. Dort legte sie 2019 am Lessing-Gymnasium-Karlsruhe ihr Abitur ab. Ihre Fußballkarriere begann Forchel beim SVK Beiertheim und spielte bis zur höchstmöglichen Altersgrenze von 14 Jahren dort in gemischten Mannschaften. 2015 absolvierte sie ein Auslandsaufenthalt in Neuseeland und spielte dort für die Mädchenmannschaft von Waimakariri United. Später wechselte sie zum Karlsruher SC.
2020 zog Forchel für ein Psychologiestudium nach Hamburg, in welchem sie 2024 ihren Bachelor of Arts absolvierte. Während des Studiums spielte sie für die 1. Frauen des FC St. Pauli in der Regionalliga-Nord. 2023 stand sie mit dem Team im DFB-Pokal, ⁣⁣mit einer für den Frauenfußball Rekordkulisse von 19.710 Zuschauern im Millerntor-Stadion.
Durch die selbst produzierte Webserie Die Mädchen vom Du Port gelang Forchel 2022 der Quereinstieg als Schauspielerin in die Filmbranche. 2022 stand Forchel als Nebenrolle zum ersten Mal für die ZDF-Krimiserie Mordschwestern vor der Kamera. Es folgten weitere Episodenhauptrollen, u. a. für Die Pfefferkörner, Großstadtrevier oder In aller Freundschaft – Die jungen Ärzte.
2024 zog Forchel für ihr Schauspielstudium an der Filmuniversität Babelsberg Konrad Wolf nach Berlin.

## Filmografie
- 2022: Die Mädchen vom Du Port
- 2022: Mordsschwestern – Verbrechen ist Familiensache
- 2023: Die Pfefferkörner
- 2023: Großstadtrevier
- 2024: Hitzeflimmern
- 2024: Polizeiruf 110 Reptiloiden
- 2025: In aller Freundschaft – Die jungen Ärzte – Reifeprüfung